# 索恩河畔拉佩里耶尔
索恩河畔拉佩里耶尔（法語：Laperrière-sur-Saône，法語發音：[lapɛʁjɛʁ syʁ son]）是法国科多尔省的一个市镇，位于该省东部偏南，索恩河左岸，属于博讷区。

## 地理
索恩河畔拉佩里耶尔（47°6'42"N, 5°20'29"E）面积11.17 平方千米，位于法国勃艮第-弗朗什-孔泰大區科多尔省，该省份为法国中东部省份，北起奥布省，西接涅夫勒省和约讷省，南至索恩-卢瓦尔省，东南接汝拉省，东临上索恩省，东北部与上马恩省接壤。
与索恩河畔拉佩里耶尔接壤的市镇（或旧市镇、城区）包括：莱马伊、圣塞纳昂巴什、索恩河畔圣桑福里安、萨姆雷、埃什农。

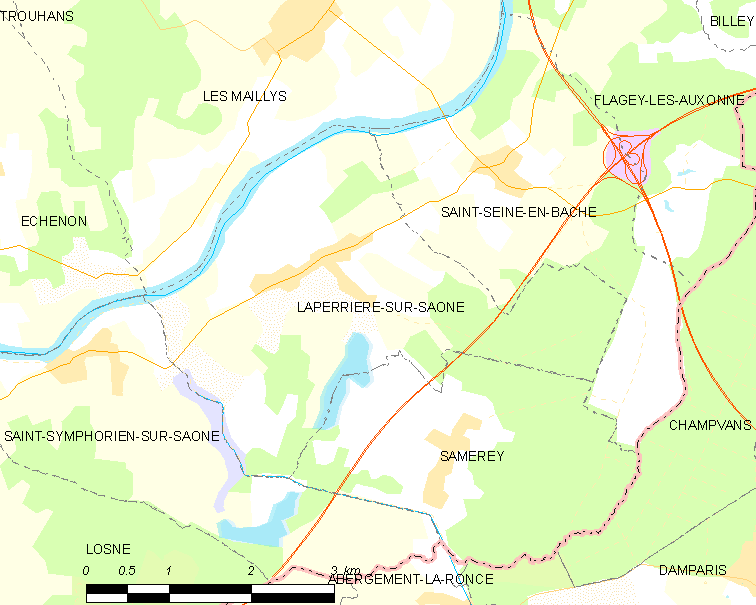
索恩河畔拉佩里耶尔的OSM定位图

索恩河畔拉佩里耶尔的时区为UTC+01:00、UTC+02:00（夏令时）。

## 行政
索恩河畔拉佩里耶尔的邮政编码为21170，INSEE市镇编码为21342。

## 政治
索恩河畔拉佩里耶尔所属的省级选区为布拉泽昂普莱讷县。

## 人口

1962-2008年间索恩河畔拉佩里耶尔人口变化图示

索恩河畔拉佩里耶尔于2022年1月1日时的人口数量为429人。